# 德米特里·利哈乔夫
德米特里·谢尔盖耶维奇·利哈乔夫（俄语：Дми́трий Серге́евич Лихачёв，1906年11月28日—1999年9月30日）是俄罗斯中世纪主义者、古東斯拉夫語语言学家、苏联持不同政见作家和古拉格幸存者。

## 生平
德米特里·谢尔盖耶维奇·利哈乔夫出生于圣彼得堡。从孩提时代起，他就对文学充满兴趣。
1923年，利哈乔夫进入列宁格勒国立大学语言文学系學習，並於1928年毕业。同年利哈乔夫被捕并被指控为一個專門諷刺蘇聯當局的組織的成员。
在入狱九个月后，利哈乔夫未经审判就被流放至索洛韦茨基群岛上的索洛維茨基隔離營。1931年起，利哈乔夫成為了一名白海-波羅的海運河工人。
後來利哈乔夫被釋放並回到列宁格勒，此後利哈乔夫出版了500多部学术著作。利哈乔夫认为俄罗斯是欧洲文明不可分割的一部分，这与列夫·古米廖夫、鲍里斯·亚历山德罗维奇·雷巴科夫和许多其他同时代人观点相反。
利哈乔夫又來又在苏联科学院出版社担任校对员。1936年，在科学院院长亚历山大·彼得罗维奇·卡尔平斯基的呼籲下，蘇聯當局清除了德米特里·利哈乔夫的犯罪记录。1938年，利哈乔夫來到普希金之家古俄罗斯文学系擔任研究人員，並在这里一直工作到去世。